# Italo-sudafricani
Gli Italo-sudafricani sono gli Italiani emigrati in Sudafrica negli ultimi secoli, ed i loro discendenti.

## Storia
A parte alcuni missionari cattolici, nel Sudafrica l'emigrazione italiana fu molto limitata fino alla fine dell'Ottocento. Alcuni commercianti italiani (come Theresa Viglione) erano presenti in numero ridotto a fianco dei Boeri quando fecero il loro 
Trek verso il Transvaal ed il Natal, ma solo ai primi del Novecento gli Italiani costituirono una piccola comunità di alcune migliaia di persone (circa 5000), concentrate nelle maggiori città dell'Unione Sudafricana.
Nel 1900 vi erano 200 Italiani nella colonia del Capo e prima del 1910 circa 1.200 nel Transvaal (enormemente ridotti dopo l'appoggio fornito dalla Legione Volontaria Italiana di Camillo Ricchiardi agli insorti Boeri). Molti erano minatori (cercatori di oro), commercianti e costruttori. Ma già nel 1915 vi erano quasi 4.000 Italiani in tutto il Sudafrica, e tra di loro molti erano professionisti (specialmente ingegneri, medici ed avvocati)
Durante il Fascismo quasi non vi fu emigrazione italiana verso il Sudafrica e allo scoppio della seconda guerra mondiale circa ottocento Italo-sudafricani furono internati per ragioni di sicurezza.
Alla fine degli anni quaranta molte migliaia di ex-internati italiani, che avevano allacciato rapporti di lavoro con Sudafricani durante la loro prigionia, decisero di emigrare in Sudafrica. Come nel caso del padre dell'atleta Marcello Fiasconaro, un pilota italiano abbattuto durante un bombardamento in Kenya ed internato a Zonderwater.

Inoltre sempre a partire dalla fine degli anni '40 raggiunsero il Sudafrica numerose famiglie di esuli giuliano-dalmati.
Negli anni cinquanta il governo sudafricano iniziò a favorire l'immigrazione di Italiani, che si radicarono principalmente nella Provincia del Capo. Successivamente - con l'inizio dell'Apartheid - fu promosso un flusso selezionato di Italiani, anche allo scopo di aumentare la popolazione bianca nel Sudafrica.
Nei primi anni settanta vi erano oltre 40.000 Italiani in Sudafrica, sparsi in tutte le provincie ma concentrati nelle città principali. Alcuni di questi Italiani si erano rifugiati in Sudafrica, sfuggendo la decolonizzazione della Rhodesia ed altri Stati africani.
Negli anni novanta iniziò un periodo di crisi per gli Italo-sudafricani e molti rientrarono in Europa; la maggioranza però si è andata integrando con successo nella società multirazziale del Sudafrica contemporaneo.
La comunità italiana consiste in oltre 85.000 persone, la metà delle quali con cittadinanza italiana. Quelli di origine veneta sono circa 5.000, residenti principalmente a Johannesburg, mentre le comunità regionali italiane più numerose sono le meridionali.

## La comunità italiana
Una delle prime comunità di immigranti italiani in Sudafrica nacque per la produzione di esplosivi: la fabbrica di dinamite di Modderfontein cercava manodopera qualificata proprio mentre il Dinamitificio Nobel di Avigliana attraversava un momento di crisi. Fu così che metà della forza lavoro fu trasferita con le famiglie al seguito dal Piemonte a Johannesburg, dove un quartiere cittadino venne subito chiamato "Little Italy" e inoltre anche il sobborgo di Orange Grove vide un aumento della propria popolazione italiana.
Solo pochi accettarono la dura vita legata al lavoro agricolo o nelle miniere; per la maggior parte, gli immigrati italiani trovarono impiego come scalpellini, muratori, artigiani, carpentieri, operai metallurgici, ma anche ferrovieri. In alcune fabbriche come la "Thomas Begbie and Son Foundry", tre quarti dei circa 200 operai erano italiani. Comunque questa prima comunità italiana di fine Ottocento fu decimata dalla guerra boera: per avere lottato contro gli inglesi assieme a Camillo Ricchiardi, molti italiani furono rimpatriati forzatamente.
La comunità italiana è notevolmente cresciuta nel Novecento. Del resto, una caratteristica dell'emigrazione italiana in Sudafrica è il fatto che avvenne maggioritariamente dopo la seconda guerra mondiale, a differenza di quasi tutte le altre consistenti emigrazioni dall'Italia verso altri Stati.
Infatti dopo l'ascesa al potere nel 1948 del National Party di ispirazione boera, anche gli Italiani furono invitati esplicitamente ad emigrare in Sudafrica dal governo sudafricano, che vedeva in loro un apporto ulteriore alla minoranza bianca che reggeva il potere tramite il cosiddetto "apartheid".
In pochi anni gli Italiani crebbero da poche migliaia ad oltre 40.000 negli anni settanta, ed occuparono posizioni economiche - e talora anche politiche ed amministrative - di primo piano nel Sudafrica dei "Bianchi". La presa di coscienza italiana sul fenomeno dell’apartheid è avvenuta con notevole ritardo, anche a causa della disgregata presenza degli Italiani - spesso ben integrati nella comunità boera - in territorio sudafricano.
Comunque, tra i primi sostenitori del presidente Mandela ci furono molti Italo-sudafricani, che correttamente videro in questo politico sudafricano l'unica soluzione ad un inizio di guerra civile (dopo gli scontri di Soweto) che stava isolando il Sudafrica dalla comunità mondiale negli anni ottanta.
La maggior parte degli Italo-sudafricani vivono principalmente nelle aree metropolitane di Johannesburg e Città del Capo, e nelle città di Durban, Port Elizabeth, Pretoria, ed East London. Inoltre, circa 110.000 Sudafricani hanno ascendenza italiana.
L'Anagrafe ufficiale italiana registra 28.059 Italiani residenti in Sudafrica nel 2007, escludendo i Sudafricani con doppia cittadinanza.

## Stampa e istituzioni italiane
La Stampa italiana in Sudafrica consiste essenzialmente di tre testate: 
- La Gazzetta del Sudafrica, quotidiano (Città del Capo, dal 2006), editore e direttore Ciro Migliore. (Sito)
- Insieme, bimestrale (Durban, dal 1989), editore Comites Kwazulu Natal e Consolato d'Italia in Durban, direttore Francesco Coppola.
- La Voce, settimanale (Johannesburg, dal 1975), editore e direttore Pier Luigi Porciani (proprietà AIISA).

Le maggiori associazioni ed istituzioni italiane sono:
- L'Associazione Assistenziale Italiana di Johannesburg, l'Unitas (Unione Italiana Assistenza) di Durban ed il Fondo Assistenza Italiana (F.A.I.) di Città del Capo.
- Il Circolo Ricreativo Anziani Italiani (C.R.A.I.) di Johannesburg ed il Circolo Anziani di Città del Capo.
- Il Johannesburg Italian Ladies Society (J.I.L.S.) delle donne italo-sudafricane.
- La Casa Serena, casa di riposo per anziani, voluta e realizzata con sovvenzionamento diretto da italiani del Sudafrica e sostenuta parzialmente dal Governo italiano e sudafricano.
- La Scuola italiana del Capo a Città del Capo e Port Elizabeth.[8]
- La Dante Alighieri, presente a Johannesburg, Città del Capo, Durban e Pietermaritzburg che diffonde la cultura e la lingua italiana in Sudafrica.
- Il Circolo Culturale Italo Sudafricano (C.C.I.S.) ed altri circoli sociali italiani a: Johannesburg, Pretoria, Città del Capo, Durban, Benoni, Nigel, Vereeniging, Umkomaas, Ladysmith, Port Elizabeth ed East London.